# Montaldo Roero
Montaldo Roero (Montàud Roé in piemontese) è un comune italiano di 892 abitanti della provincia di Cuneo in Piemonte. Fa parte della delimitazione geografica del Roero.

## Storia
I primi documenti ricordano Montaldo Roero a partire dalla conferma di Papa Eugenio III alla chiesa di Asti.
Nell'elenco delle terre comprese nella dote del 1387 a Valentina Visconti, Montaldo risulta infeudato ai Roero di Canale che negli anni successivi ne acquisiscono la totale giurisdizione con il nome di " Mons Altus Rotariorum " quale risulta in un documento del 1434.
Durante il Quattrocento si aggiungono ai Roero come consignori i Damiano di Priocca e il notaio Ludovico "de Valpono". Nella seconda metà del Cinquecento diverse casate come i Colonna di Baldissero, gli Isnardi di Sanfrè, i Fissore di Bra, i Rumone di Asti ricevono l'investitura dal vescovo di quote di territorio.
Col tempo gli Isnardi giungono a possedere quasi tutto il feudo che vendono nel 1680 al marchese Giuseppe Carron di St-Thomas. Infine dalla metà del Settecento rimangono i Carron e gli Scarampi : questa famiglia, unica a risiedervi, si estinguerà alla metà dell'Ottocento.

## Società

### Evoluzione demografica
Abitanti censiti

### Etnie e minoranze straniere
Secondo i dati Istat al 31 dicembre 2017, i cittadini stranieri residenti a Montaldo Roero sono 65, così suddivisi per nazionalità, elencando per le presenze più significative:
1. Romania, 37

## Cultura

### Eventi
- Presepe vivente con centinaia di attori/figuranti in scena per le stradine del vecchio paese. È uno dei più antichi nella zona del Roero ed è ormai giunto alla quattordicesima edizione, ogni anno viene portata qualche modifica al percorso lungo il quale vengono offerte bevande calde e cibo cucinato sul momento
- Festa del bosco fatato, in cui la musica rianima gli antichi castagneti di Montaldo Roero visitati da gruppi guidati, i figuranti interpretano personaggi di fiabe popolari quali: streghe, fate, elfi e gnomi. Nel bosco vengono allestite opere artistiche
- Il ponte dei sapori organizzato dal Comune di Montaldo Roero in collaborazione con l'Enoteca Regionale del Roero di Canale d'Alba consiste in una cena sul ponte tra le Rocche con piatti tradizionali del Roero

## Geografia antropica

### Frazioni
Valle Preglio, San Rocco, San Giacomo, Tarditi.

## Amministrazione
Di seguito è presentata una tabella relativa alle amministrazioni che si sono succedute in questo comune.
| Periodo         | Periodo         | Primo cittadino    | Partito                               | Carica  | Note  |
| --------------- | --------------- | ------------------ | ------------------------------------- | ------- | ----- |
| 14 giugno 1985  | 25 maggio 1990  | Claudio Sandri     | Partito Socialista Italiano           | Sindaco | [ 7 ] |
| 25 maggio 1990  | 19 ottobre 1993 | Claudio Sandri     | Partito Socialista Italiano           | Sindaco | [ 7 ] |
| 28 ottobre 1993 | 24 aprile 1995  | Giorgio Bertello   | Democrazia Cristiana                  | Sindaco | [ 7 ] |
| 24 aprile 1995  | 14 giugno 1999  | Renato Torasso     | centro-sinistra                       | Sindaco | [ 7 ] |
| 14 giugno 1999  | 14 giugno 2004  | Renato Torasso     | lista civica                          | Sindaco | [ 7 ] |
| 14 giugno 2004  | 8 giugno 2009   | Luigi Giacone      | lista civica                          | Sindaco | [ 7 ] |
| 8 giugno 2009   | 26 maggio 2014  | Luigi Giacone      | lista civica                          | Sindaco | [ 7 ] |
| 26 maggio 2014  | in carica       | Michelina Coraglia | lista civica: costruire insieme a voi | Sindaco | [ 7 ] |